# Дрешкович, Мелдин
Ме́лдин Дре́шкович (швед. Meldin Drešković; род. 26 марта 1998) — черногорский футболист, защитник клуба «Дармштадт 98» и сборной Черногории.

## Клубная карьера
Дрешкович — воспитанник клуба «Езеро». В 2014 году он дебютировал за основной состав. Летом 2016 года Дрешкович на правах аренды перешёл в «Единство». 20 августа в матче против «Будучности» он дебютировал в чемпионате Черногории. В 2018 году Мелдин на правах аренды выступал за «Подгорицу». Летом 2021 года Дрешкович подписал контракт с клубом «Сутьеска». 25 июля в матче против «Подгорицы» он дебютировал за новую команду. В этом же поединке Мелдин забил свой первый гол за «Сутьеску». В своём дебютном сезоне игрок помог клубу выиграть чемпионат.
В 2022 году Дрешкович перешёл в венгерский «Дебрецен». 1 октября в матче против «Гонведа» он дебютировал в чемпионат Венгрии. 12 мая 2024 года в поединке против «Фехервара» Мелдин забил свой первый гол за «Дебрецен».

## Карьера в сборной
28 марта 2022 года в товарищеском матче против сборной Греции Дрешкович дебютировал за сборную Черногории.

## Достижения
Клубные
 «Сутьеска»
- Победитель чемпионата Черногории — 2021/2022